# Fossa Corbulonis

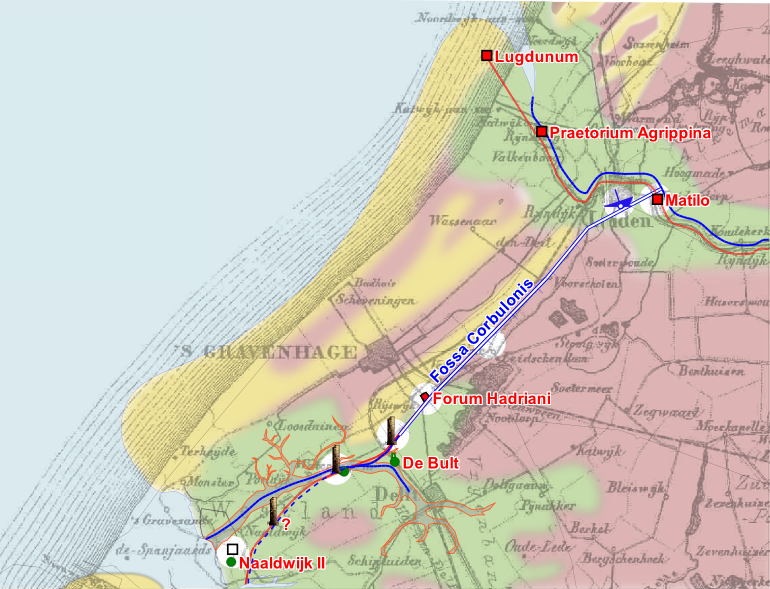
Mapa con el trazado del canal romano conocido como fossa Corbulonis, excavada para comunicar los cursos del Rin y del Mosa por el general romano Gneo Domicio Corbulón a partir de 47.

La Fossa Corbulonis es el nombre tradicional atribuido a un canal excavado durante el Alto Imperio romano, bajo el imperio de Claudio I por el general y gobernador de Germania Inferior Gneus Domitius Corbulo a partir del año 47, para poder comunicar el curso inferior del Mosa con el antiguo curso del bajo Rin a la altura del castellum Matilo (Roomburg, Países Bajos).

## Historia
Tácito describe en sus Anales que este canal, que medía 34 km., fue construido por Corbulón "para mantener ocupados a sus soldados, haciéndoles excavar una canal de 23 millas romanas entre los ríos Mosa y Rin, para evitar los peligros del mar abierto". Las unidades más importantes que participaron en esta magna obra fueron la Legio V Alaudae y la Legio XV Primigenia.
Este canal permitía a las embarcaciones de fondo plano de la classis Germanica evitar la navegación por el siempre tempestuoso mar del Norte, garantizando el seguro transporte de tropas y materiales desde el curso medio del Rin, especialmente de los materiales de construcción necesarios para edificar las diferentes fortalezas auxiliares de esta zona del limes renano. Además, su construcción fue especialmente útil para poder transferir tropas y pertrechos hacia la recién conquistada provincia de Britannia.
Los soldados romanos debieron excavar solamente algunos metros de profundidad, ya que posiblemente aprovecharon el lecho preexistente de un pequeño río, el Gantel. No se conoce exactamente todo su recorrido, pero el origen y el final del canal está claro, empezando en el curso del Mosa en Naaldwijk (Países Bajos) para pasar junto a Forum Hadriani (Voorburg, Países Bajos), donde se documenta un muelle fluvial, y terminando en el curso del Rin al noroeste del castellum de la Cohors XV Voluntariorum en Matilo (Roomburg, Países Bajos).

## Arqueología

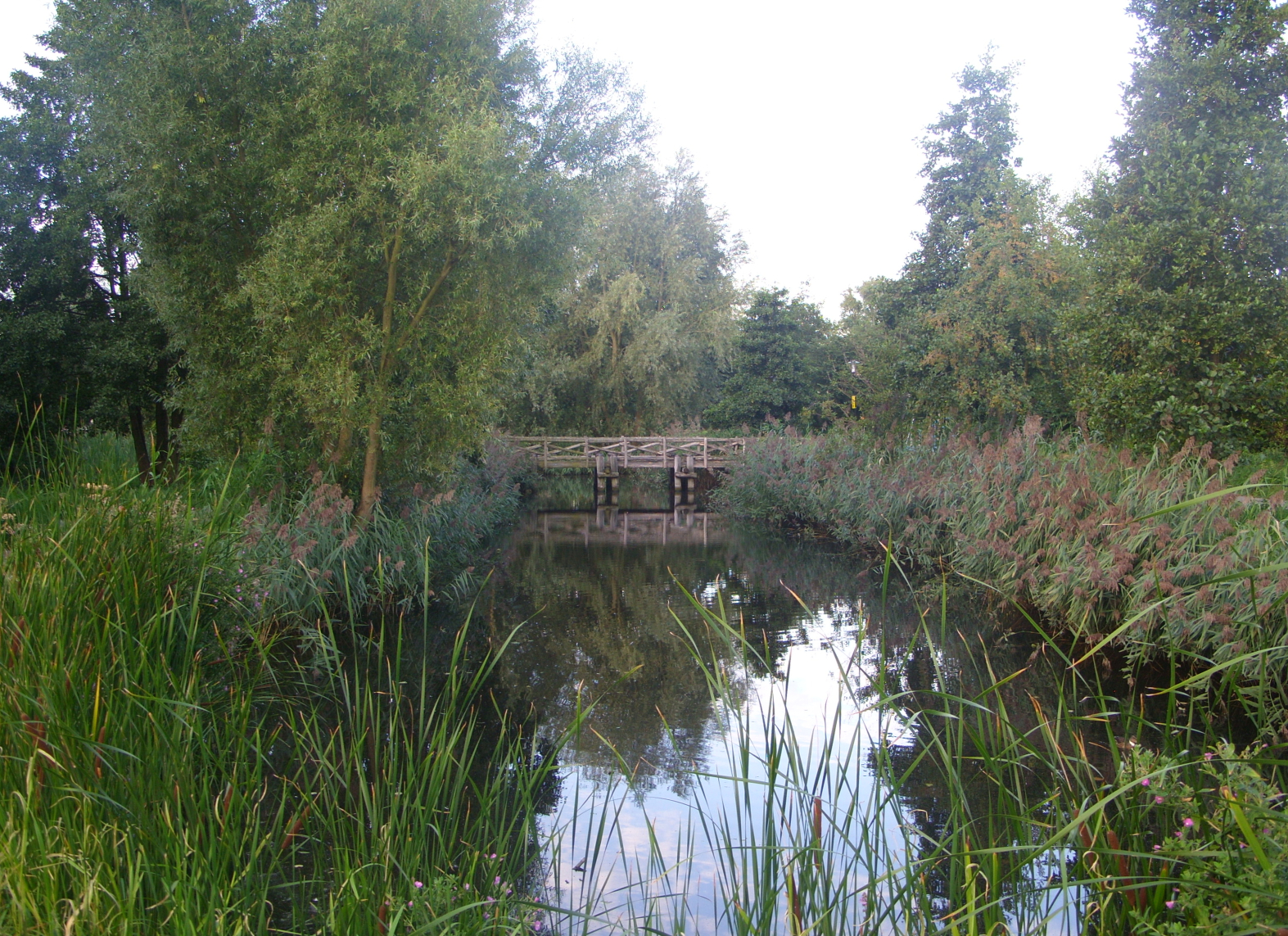
Reconstrucción de la fossa Corbulonis cerca de Rietvink (Leidschendam, Países Bajos]).

En 1962 se descubrió el inicio del canal al noroeste de Leiden (Países Bajos). Posteriores excavaciones fueron realizadas por el arqueólogo holandés Holwerda en Leidschendam entre 1989 y 1992 y nuevamente en 2004. El análisis de estos trabajos arqueológicos ha permitido datar la excavación de la fossa hacia el año 50, determinando que su anchura era de 12 a 14 m. y su profundidad de 2 m., descubriéndose también los restos de un camino de sirga paralelo al trazado del canal. Por su parte, en las excavaciones de 2004 se encontró cerca de Naaldwijk (Países Bajos) un fragmento de placa de bronce, posiblemente resto del pedestal de una estatua dedicada al emperador Claudio por la classis Germanica.